# 隐脉杜鹃
隐脉杜鹃（学名：Rhododendron maddenii）为杜鹃花科杜鹃花属下的一个种。

## 扩展阅读
- 維基物種上的相關：隐脉杜鹃